# Morelos (métro de Mexico)
Pour les articles homonymes, voir Morelos (homonymie).
Morelos est une de station de correspondance entre les lignes 4 et B du métro de Mexico. Elle est située dans le centre de Mexico, dans la délégation Venustiano Carranza.

## La station
Son nom vient de la Colonia Morelos, l'un des plus célèbres districts de la capitale, où se trouvent des domaines tels que Tepito ou Lagunilla.
La colonie a été nommée d'après le héros de l'Indépendance du Mexique, Jose Maria Morelos y Pavón, et sa silhouette est l'emblème de la saison. C'est la seule station à avoir deux versions de son icône : celui de la station proprement dite, et une autre montrant le visage de Morelos de 3/4 de profil sur les panneaux alentour. Les deux emblèmes sont inspirés par le visage de Morelos tel que sur les anciennes pièces d'un peso des années 1980.